# 코리아써키트
코리아써키트는 영풍그룹 계열의 PCB(인쇄회로기판) 전문 생산업체이다. 휴대폰, 메모리, LCD 등에 사용하는 PCB와 반도체 패키지용 PCB 등을 생산하여 국내외의 전자업체에 판매한다. 매출 구성은 거의 전량인 99%가 PCB에서 나온다.
삼성전자의 부품 공급사이며, 실적 역시 삼성전자에 많은 영향을 받는다. 2014년 2분기부터 삼성전자의 휴대전화 사업이 부진을 보이자 영업이익이 전년 대비 55% 가량이 감소했다.
FC-BGA(시스템 반도체용 기판)을 반도체 설계·공급업체 등에 납품한다.

## 업종의 특성
대한민국의 PCB 산업은 미국과 일본의 첨단제품과 중국, 대만, 동남아시아의 저가 제품으로 양분되는 시장에서 사이에 끼어 있는 중간 위치에 있다. PCB의 원재료는 과거에는 주로 일본 등지에서 수입되었으나 최근에는 국내 또는 중화권의 공급업체로 대체되고 있다.

## 역사
2020년 7월과 2021년 9월 브로드컴을 상대로 6년 짜리 장기공급계약 2건을 체결하였다

## 지분구조
최대주주는 (주)영풍 및 관계자가 59.67%를 차지한다.

## 참고문헌
1. ↑  코리아써키트, FC-BGA 선제 투자 결실…대규모 손상차손 '전화위복' 전자신문 2025-06-30
2. ↑  “코리아써키트 주가 급등…'브로드컴 효과' 10개 분기 만에 흑자 기대감↑”. 《와이드데일리》. 2025년 2월 14일.